# بارنوم براون
بارنوم براون (بالإنجليزية: Barnum Brown)‏ ( 12 فبراير 1873 - 5 فبراير 1963)، يشار إليه غالبا بـ "سيد بونز"، كان عالم أحياء قديمة وعالم حفريات حيوانية أمريكيا، سمي باسم رجل الاستعراض بالسيرك بي تي بارنوم، اكتشف أول بقايا موثقة للتيرانوصور ركس أثناء مسيرة مهنية جعلته أحد أشهر صائدي الستحاثات. امتدت مسيرته من آخر العصر الفكتوري حتى بداية القرن العشرين.

## بعثات مستحاثات الديناصورات
بدعم من المتحف الأمريكي للتاريخ الطبيعي (AMNH)، سافر براون عبر أنحاء البلاد مساوما ومقايضا للمستحاثات. لم يكن مجاله محصورا في الديناصورات فقط بل عرف عنه جمعُ والحصول على أي شيء له قيمة علمية محتملة. أحيانا كان يقوم بإرسال النقود لنقل المستحاثات لمتحفه، وأي نموذج جديد ينتج عنه سيل من الرسائل بين المُكتشِف وبراون.
بعد العمل سنوات معدودة في وايومنغ لصالح AMNH في نهاية العقد 1980، قاد براون بعثة لتكوين هيل كريك جنوب شرق مونتانا، هناك وفي سنة 1902 اكتشف واستخرج أول بقايا موثقة للتيرانوصور ركس.

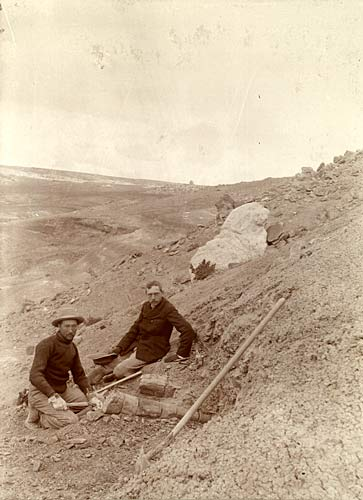
براون (يسار) مع هنري فايرفيلد أوزبورن وعظم ساق نموذج الديبلودوكس AMNH 223.

أنتجت الحفريات في هيل كريك كميات رائعة من المستحاثات، ما يكفي لملئ جميع عربات قطار، استخدم طاقم براون - كما كان شائعا آنذاك- انفجارات ديناميت متحكما فيها لإزالة أطنان من الصخور التي كانت تغطي مستحاثاتهم المكتشفة. تم نقل كل شيء بواسطة عربات تجرها الأحصنة واليد العاملة، ونادرا ما يتم توثيق بيانات مواقع البحث.
بعد تقريبا عقد كامل في مونتانا، اتجه براون نحو ألبرتا بكندا ونهر الغزال الأحمر قرب درامهيلر. وقضى فيه براون وطاقمه أواسط العقد 1910 طافين على طول النهر في زورق مسطح، يتوقفون لدى إمكانة وجود مستحاثات في مواقع واعدة المظهر. وكان ينافسهم على طول نفس ذلك النهر عائلة ستيرنبرغ المشهورة ببحثها عن المستحاثات. وكانت منافسة مرحة، صديقة بين براون وعائلة ستيرنبرغ. وقد سُجلت اكتشافاتهم الناتجة عن التنافس في حوليات علم الأحياء القديمة.
في أحد أكثر اكتشافاتهم أهمية، عثر فريق براون سنة 1910 على عدة أقدام خلفية لمجموعة ألبرتوصورات جُمِعت من المتنزه الإقليمي جرف البيسون جاف الأرض. لسنوات عديدة تم نسيان المستحاثات في خبابا المتحف بمدينة نيويورك، وبعدها أعاد الدكتور فيل كوري رئيس متحف تيرال الملكي لعلم الأحياء القديمة في عقد 1990 تحديد موقع العظام باستخدام صورة قديمة فقط كدليل وأعاد فتح الموقع للحفريات في صيف 1998. فحص الموقع تحت رعاية متحف تيريل دام حتى أغسطس 2005، لكن بعد حصول الدكتور كوري على عمله الجديد في جامعة ألبيرتا، عمل طاقمه في الموقع سنة 2006 وينوي موصلة العمل لعدة سنين.
تقديرا للعالم براون تم إنتاج فيلم بواسطة آيماكس سنة 1998 عنوانه تيريكس: العودة للعصر الطباشيري الذي قام فيه الممثل لوري موردوك بتمثيل دور بارنوم براون.